# Liste der Mitglieder des Landtags von Sachsen-Weimar-Eisenach (1817–1823)
Diese Liste nennt die Mitglieder des 1. ordentlichen Landtags von Sachsen-Weimar-Eisenach im Jahr 1817, der Dezember 1818/Januar 1819 fortgesetzt wurde. Da die Wahlen auf eine Wahlperiode von 6 Jahren erfolgen, waren dies auch die Abgeordneten des 2. ordentlichen Landtags, der 1821 stattfand.
| Mitglied                                          | Wohnort                      | Kurie                        | Kreis                | Amt/Beruf                                    | Anmerkung         |
| ------------------------------------------------- | ---------------------------- | ---------------------------- | -------------------- | -------------------------------------------- | ----------------- |
| Christian Wilhelm Schweitzer                      | Für die Universität Jena     | Stand der Rittergutsbesitzer | Weimarischer Kreis   | Hof- und Oberappellationsrat, Professor, Dr. | 1. Gehilfe (1817) |
| Freiherr Anton von Ziegesar                       | auf Wöllnitz und Rutha       | Stand der Rittergutsbesitzer | Weimarischer Kreis   | Oberappellationsgerichtspräsident            |                   |
| Freiherr Johann Friedrich Carl Albert von Lyncker | auf Denstedt                 | Stand der Rittergutsbesitzer | Weimarischer Kreis   | Kammerherr, Oberforstmeister und Landrat     |                   |
| Freiherr Wolf Heinrich Wurmb von Zinck            | auf Porstendorf              | Stand der Rittergutsbesitzer | Weimarischer Kreis   | Domdechant                                   |                   |
| Freiherr Karl Wilhelm Heinrich von Lyncker        | auf Kötschau                 | Stand der Rittergutsbesitzer | Weimarischer Kreis   | Oberst und Landrat                           | 2. Gehilfe (1817) |
| Freiherr Karl von Buttlar                         | auf Lengeröden               | Stand der Rittergutsbesitzer | Eisenachischer Kreis | Hauptmann                                    |                   |
| Freiherr von Müller                               | auf Lengsfeld                | Stand der Rittergutsbesitzer | Eisenachischer Kreis |                                              |                   |
| Freiherr Georg Riedesel zu Eisenbach              | auf Neuenhof                 | Stand der Rittergutsbesitzer | Eisenachischer Kreis |                                              | Landmarschall     |
| Friedrich von Zehmen                              | auf Markersdorf und Neumichl | Stand der Rittergutsbesitzer | Neustädtischer Kreis | Kammerherr und Jagdjunker                    |                   |
| Freiherr Ferdinand Alexander von Seckendorf       | auf Burkersdorf              | Stand der Rittergutsbesitzer | Neustädtischer Kreis | Kammerherr                                   |                   |
| Freiherr Carl Leberecht Hartmann von Erffa        | auf Laska                    | Stand der Rittergutsbesitzer | Neustädtischer Kreis | Geheimrat und Landrat                        |                   |
| Ehrenreich Loeper                                 | Apolda                       | Stand der Bürger             | Weimarischer Kreis   | Kaufmann                                     |                   |
| Christian Heinrich Walz                           | Jena                         | Stand der Bürger             | Weimarischer Kreis   | Buchhändler                                  |                   |
| Johann August Bernhard Rühlemann                  | Weimar                       | Stand der Bürger             | Weimarischer Kreis   | Geheimer Kammerrat                           |                   |
| August Reimann                                    | Buttstädt                    | Stand der Bürger             | Weimarischer Kreis   | Bürgermeister                                |                   |
| Karl Wirth                                        | Blankenhain                  | Stand der Bürger             | Weimarischer Kreis   | Stadtsyndikus                                |                   |
| Christian Julius Wilhelm Schambach                | Vacha                        | Stand der Bürger             | Eisenachischer Kreis | Amtsrat                                      |                   |
| Heinrich Christian Thon                           | Eisenach                     | Stand der Bürger             | Eisenachischer Kreis | Rat                                          |                   |
| Johann Georg Gottfried Witthauer                  | Ostheim                      | Stand der Bürger             | Eisenachischer Kreis | Apotheker                                    |                   |
| Christian Gottlob Dir                             | Weida                        | Stand der Bürger             | Neustädtischer Kreis | Stadtrichter                                 |                   |
| Berger                                            | Neustadt                     | Stand der Bürger             | Neustädtischer Kreis | Tuchhändler                                  |                   |
| Karl Friedrich Oschatz                            | Haida                        | Stand der Bauern             | Weimarischer Kreis   | Förster                                      |                   |
| Pfeifer                                           | Dorndorf                     | Stand der Bauern             | Weimarischer Kreis   | Gastwirt                                     |                   |
| Johann Bernhard Keuthe                            | Haßleben                     | Stand der Bauern             | Weimarischer Kreis   | Richter                                      |                   |
| Kaspar Schilling                                  | Groß-Cromsdorf               | Stand der Bauern             | Weimarischer Kreis   |                                              |                   |
| Gustav August Hage                                | Zottelstedt                  | Stand der Bauern             | Weimarischer Kreis   |                                              |                   |
| Adam Marschall                                    | Kaltennordheim               | Stand der Bauern             | Eisenachischer Kreis |                                              |                   |
| Friedrich Carl Nenner                             | Dreitsch                     | Stand der Bauern             | Eisenachischer Kreis |                                              |                   |
| Johann Georg Stück                                | Hörschel                     | Stand der Bauern             | Eisenachischer Kreis | Oberamts-Schultheiß                          |                   |
| Adam Schlotzhauer                                 | Hütterröda                   | Stand der Bauern             | Eisenachischer Kreis | Oberamts-Schultheiß                          |                   |
| Friedrich Carl Renner                             | Dreitsch                     | Stand der Bauern             | Neustädtischer Kreis | Oberamts-Schultheiß                          |                   |
| Gottfried Büttner                                 | Forstwolfersdorf             | Stand der Bauern             | Neustädtischer Kreis | Oberamts-Schultheiß                          |                   |

Anmerkungen: Der Parlamentspräsident trug den Titel Landmarschall, der Titel war erblich im Haus Riedesel. Die Vizepräsidenten wurden als Gehilfen bezeichnet. Es wurde in jeder Landtagssession ein 1. und ein 2. Gehilfe gewählt. Gewählt wurden jeweils Abgeordnete und deren persönliche Vertreter. Die Liste nennt die im Jahr 1817 anwesenden Mitglied unabhängig davon, ob diese als Abgeordneter oder als Vertreter gewählt worden waren. 